# 又吉亮文
又吉 亮文（またよし あきふみ、1995年11月20日 - ）は、沖縄県浦添市出身の元プロ野球選手（投手）。右投左打。兄は福岡ソフトバンクホークス所属の又吉克樹。従姉妹は舞台女優の大村沙亜子。

## 来歴

### プロ入り前
浦添市立浦添中学校入学時から野球を始め、当時は外野手としてプレー。同級生に與座海人（西武）がいる。
沖縄県立浦添高等学校進学後に自らの希望で投手に転向。当時はオーバースローのフォームで、球速は120km/h前後の平凡な投手だった。ベンチ入りできたのは2年生の秋のみで、中学時代も高校時代も目立った成績を残せなかった。
高校卒業後は野球を辞め、琉球大学に進学して教員免許を取得することを目指していたが、3年生の秋に兄の又吉克樹がドラフト会議で中日ドラゴンズより2位指名を受けたことで奮起し、野球を続けるために兄と同じ環太平洋大学に進学。練習に励み、2年生秋の新人戦で130km/h後半の直球を投げ込めるまでに成長。更に監督の野村昭彦の指導でフォームをスリークォーターに変え、最速140km/hを計測するまでに成長した。3年生からセットアッパーを任される機会が増え、目立った活躍はできなかったものの3年生秋と4年生秋は明治神宮野球大会での登板も経験した。2017年にプロ野球志望届を提出したものの、NPB球団からドラフト指名を受けることはなかった。

### 香川時代
NPB球団からの指名はなかったものの、独立リーグ・四国アイランドリーグplusの2018年度新入団ドラフト会議で香川オリーブガイナーズから2位指名を受けて入団。奇しくも環太平洋大学から香川入団という兄・克樹と同じ道を辿ることになった。
入団1年目の2018年はフォームがサイドスローになり、シーズン終盤に最速147km/hを記録するまでに成長。チームで2番目に多い34試合に登板し、シーズン最終戦となる9月17日の対徳島インディゴソックス戦（観音寺市総合運動公園野球場）で先発登板した以外は中継ぎとして活躍し、防御率2.35という成績を残した。リーグチャンピオンシップにも登板し、第2戦では7回表二死二塁の場面から最終回まで完璧に封じこめ、リーグ総合優勝に貢献した。ベースボール・チャレンジ・リーグの群馬ダイヤモンドペガサスとのグランドチャンピオンシップにも登板したが、第1戦で同点の7回から登板して追加点を許し敗戦投手となり、チームも優勝を逃している。
2年目の2019年はクローザーを任されてシーズン序盤から活躍。5月25日時点でリーグトップの防御率0.42を記録し、リーグが3年ぶりに実施する北米遠征メンバーに選抜されたが、渡航直前に腰の違和感を訴え辞退することとなった。前期は34試合中21試合に登板し、リーグトップの防御率0.31、5セーブ、チームトップタイの3勝をあげ、前期シーズンのチームMVPに選出された。最終的には44試合に登板して防御率2.29を記録し、5勝、13セーブをあげて、最多セーブのタイトルを獲得し、シーズンを通してのチームMVPにも選出された。この年はイースタン・リーグとの交流戦やフェニックス・リーグの選抜チームのメンバーに入り、NPB選手との対戦を経験して実力をアピールしたが、この年もドラフト指名されることはなかった。10月31日に香川を退団。
香川所属時代は2018年に広島東洋カープの入団テストに参加している様子が『RCCニュース6』で放送され、2019年に横浜DeNAベイスターズの入団テストに参加している様子が確認されていた。

### 琉球時代
2年連続でのドラフト指名漏れの後、ほかの独立リーグ球団からの誘いもあったが、2019年11月16日、地元の沖縄県浦添市の浦添市民球場で行われた新球団・琉球ブルーオーシャンズのトライアウトに参加。香川でのチームメイトの三好一生とともに実技審査を合格し、始動1年目となる2020年より入団することとなった。
2020年2月29日、琉球のオープニングゲームである対読売ジャイアンツ三軍戦（沖縄セルラースタジアム那覇）で先発投手を務め、6回を被安打2、5奪三振、無失点と好投してチームの勝利に貢献した。
2020年11月25日、今シーズンの契約満了を持って琉球を退団することが発表された。

### 社会人野球時代
2021年2月1日より、沖縄県で社会人として働きながらクラブチームのシンバネットワークアーマンズベースボールクラブで野球を継続する。

### 福島時代
2021年11月9日、ベースボール・チャレンジ・リーグ（ルートインBCリーグ）のドラフト会議で福島レッドホープスより指名を受けた。その後正式な入団発表はなかったが、2022年2月時点で福島ウェブサイトに所属選手として掲載されている。これまで通り、中継ぎ投手として起用されていたが、シーズン終盤には先発でも起用された。シーズン終了後の9月29日、福島からの退団（任意引退）が発表された。

## 選手としての特徴
サイドスローから投げる思い切りのいい直球が売りで、香川時代2年目に最速149km/hを記録している。変化球はスライダー、フォークなど。

## 人物
3人兄弟の三男で、次男の又吉克樹とは5歳年が離れている。たまに克樹に連絡するときに敬語になってしまい、克樹からは「お兄ちゃんというより、先輩という感じなんじゃないですかね」と言われており、亮文本人も克樹のことを「家族というより尊敬する人」と表現している。2020年から亮文が琉球ブルーオーシャンズに入団することが決まったときには、「弟も野球を続ける」と克樹は素直に喜んでいた。また、同年には長兄は琉球ブルーオーシャンズのマネジャーを務めていた。
2018年8月発売のNintendo Switch用ソフト『プロ野球 ファミスタ エボリューション』では「四国アイランドリーグplus選抜」の一員として、又吉のデータが登録されている。

## 詳細情報

### 独立リーグでの投手成績
| 年 度    | 球 団    | 登 板 | 先 発 | 完 投 | 完 封 | 無 四 球 | 勝 利 | 敗 戦 | セ 丨 ブ | ホ 丨 ル ド | 勝 率 | 打 者 | 投 球 回 | 被 安 打 | 被 本 塁 打 | 与 四 球 | 敬 遠 | 与 死 球 | 奪 三 振 | 暴 投 | ボ 丨 ク | 失 点 | 自 責 点 | 防 御 率 | W H I P |
| -------- | -------- | ----- | ----- | ----- | ----- | -------- | ----- | ----- | -------- | ----------- | ----- | ----- | -------- | -------- | ----------- | -------- | ----- | -------- | -------- | ----- | -------- | ----- | -------- | -------- | ------- |
| 2018     | 香川     | 34    | 1     | 0     | 0     | 0        | 2     | 1     | 0        | -           | .667  | 153   | 38.1     | 29       | 0           | 11       | -     | 2        | 23       | 1     | 0        | 13    | 10       | 2.35     | 1.04    |
| 2019     | 香川     | 44    | 0     | 0     | 0     | 0        | 5     | 2     | 13       | -           | .714  | 258   | 63.0     | 45       | 0           | 24       | -     | 6        | 68       | 3     | 0        | 16    | 16       | 2.29     | 1.10    |
| 2022     | 福島     | 26    | 3     | 0     | 0     | 0        | 2     | 2     | 2        | -           | .500  | 201   | 41.2     | 56       | 5           | 10       | -     | 7        | 26       | 4     | 0        | 30    | 24       | 5.18     | 1.58    |
| IL：2年  | IL：2年  | 78    | 1     | 0     | 0     | 0        | 7     | 3     | 13       | -           | .700  | 411   | 101.1    | 74       | 0           | 35       | -     | 8        | 91       | 4     | 0        | 29    | 26       | 2.31     | 1.08    |
| BCL：1年 | BCL：1年 | 26    | 3     | 0     | 0     | 0        | 2     | 2     | 2        | -           | .500  | 201   | 41.2     | 56       | 5           | 10       | -     | 7        | 26       | 4     | 0        | 30    | 24       | 5.18     | 1.58    |

- 各年度の太字はリーグ最高
- 2022年度シーズン終了時点

### 独立リーグでのタイトル・表彰
タイトル
- 最多セーブ（2019年）

表彰
- チームMVP（2019年）
- 前期チームMVP（2019年）

### 背番号
- 24 （2018年 - 2019年）
- 29 （2020年）
- 18 （2022年）